# 索兹 (法国)
索兹（法語：Sauze，法語發音：[soz]）是法国滨海阿尔卑斯省的一个市镇，位于该省西北部，属于尼斯区。

## 地理
索兹（44°5'16"N, 6°50'6"E）面积27.77 平方千米，位于法国普罗旺斯-阿尔卑斯-蓝色海岸大区滨海阿尔卑斯省，该省份为法国东南部沿海省份，南濒地中海，西南至瓦尔省，西北接上普罗旺斯阿尔卑斯省，北部和东部与意大利接壤。
与索兹接壤的市镇（或旧市镇、城区）包括：卡斯泰莱莱索塞、达吕伊、纪尧姆、昂特罗讷新城。

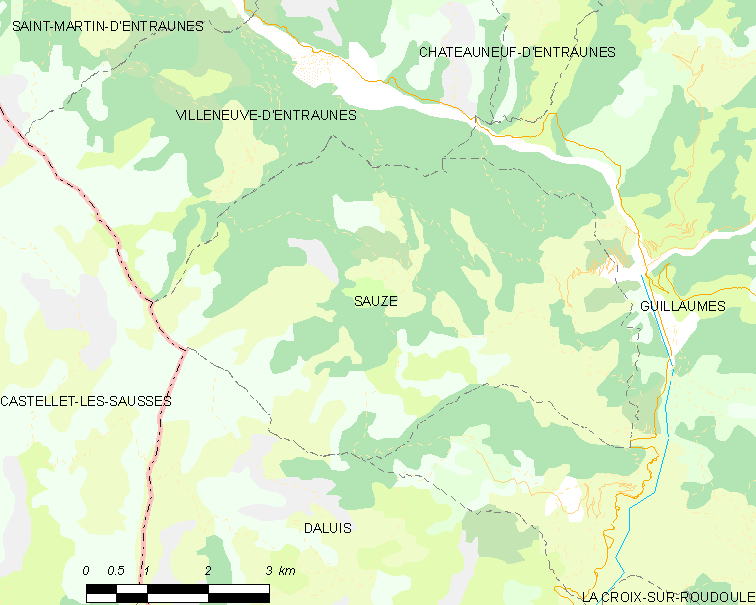
的OSM定位图

索兹的时区为UTC+01:00、UTC+02:00（夏令时）。

## 行政
索兹的邮政编码为06470，INSEE市镇编码为06133。

## 政治
索兹所属的省级选区为旺斯县。

## 人口

1962-2008年间人口变化图示

索兹于2022年1月1日时的人口数量为69人。